# Крайльсгайм
Крайльсгайм (нім. Crailsheim) — місто в Німеччині, знаходиться в землі Баден-Вюртемберг. Підпорядковується адміністративному округу Штутгарт. Входить до складу району Швебіш-Галль.
Площа — 109,08 км2. Населення становить 34 661 ос. (станом на 31 грудня 2020).

## Галерея

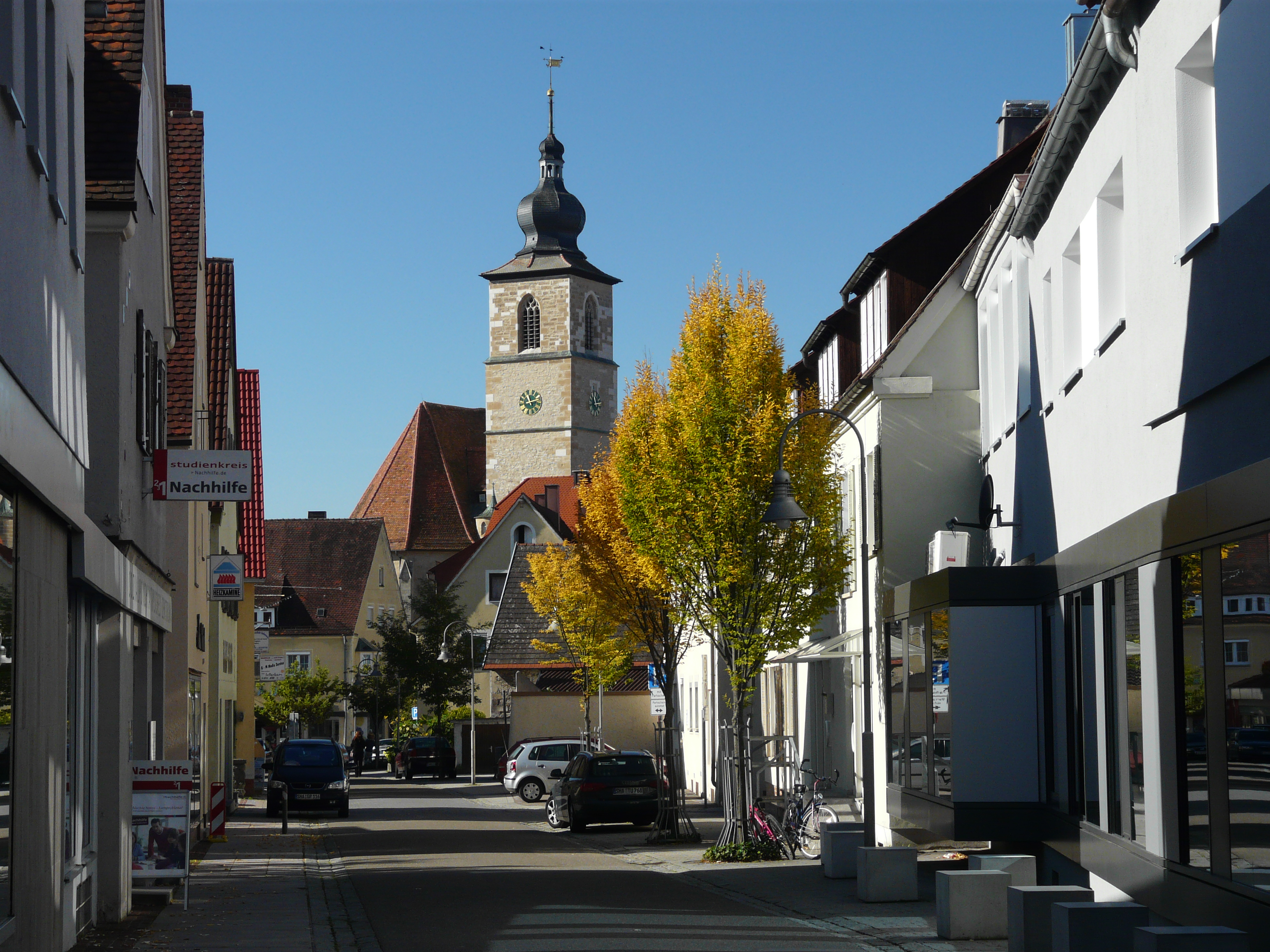
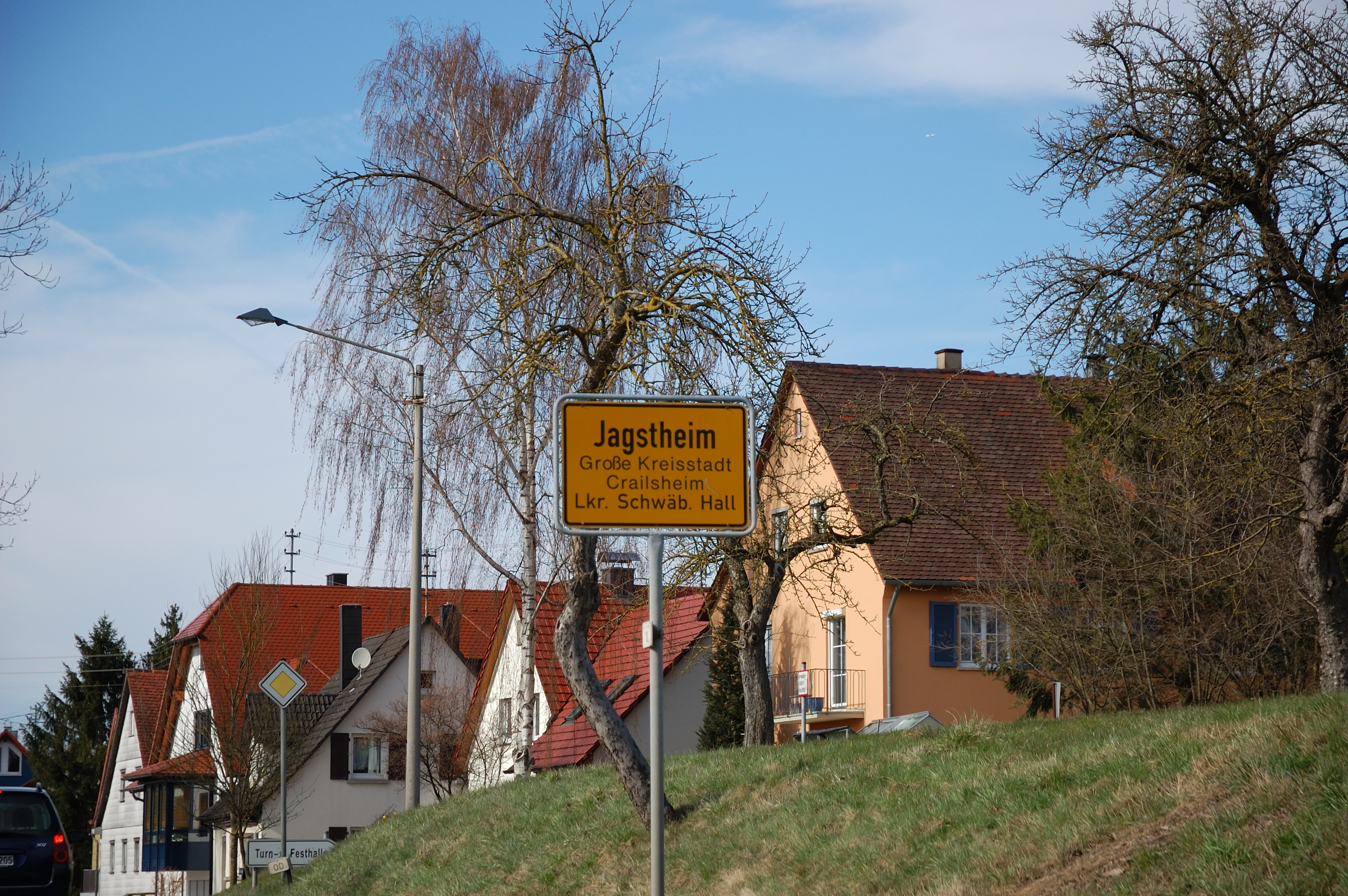
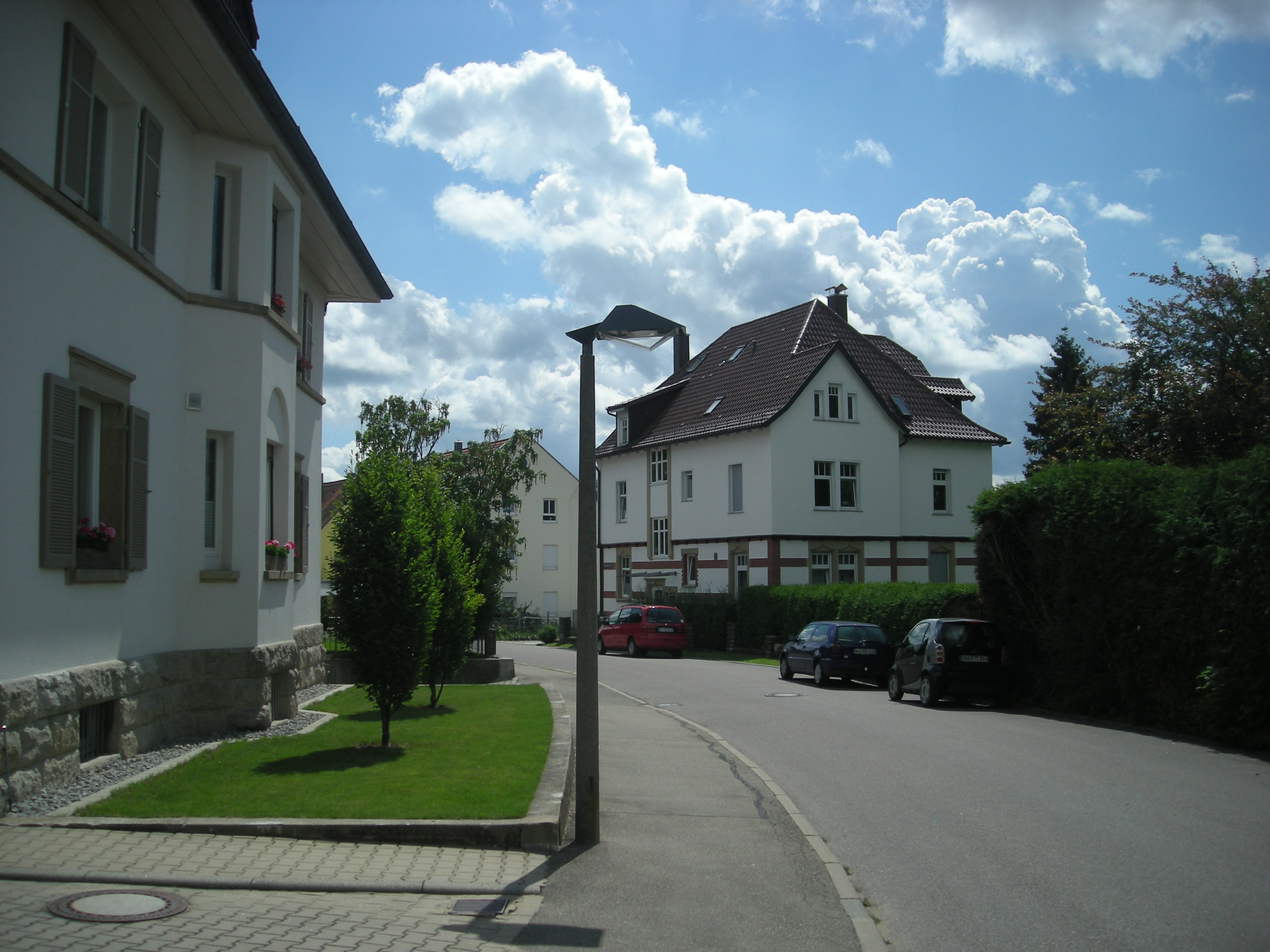
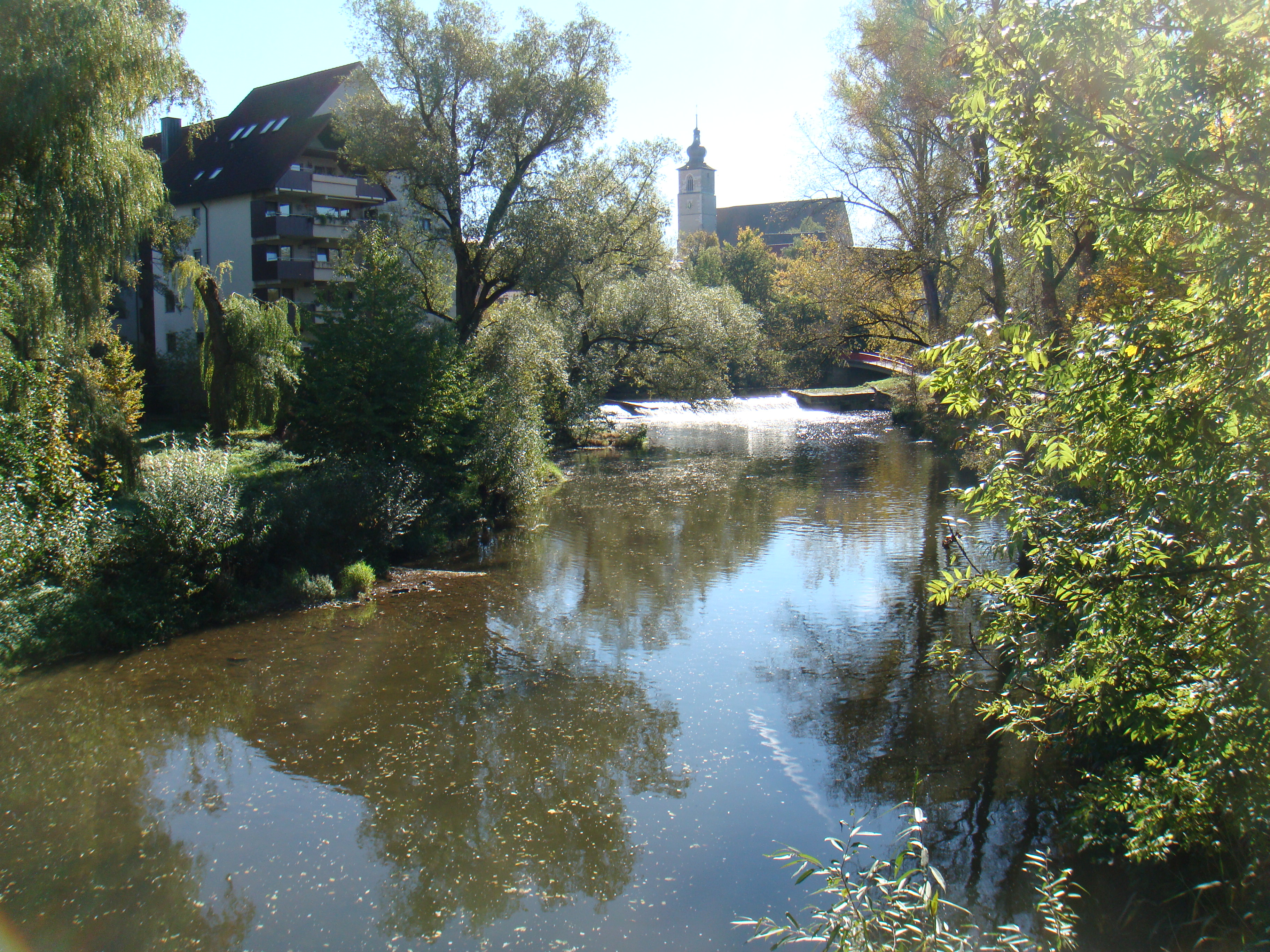
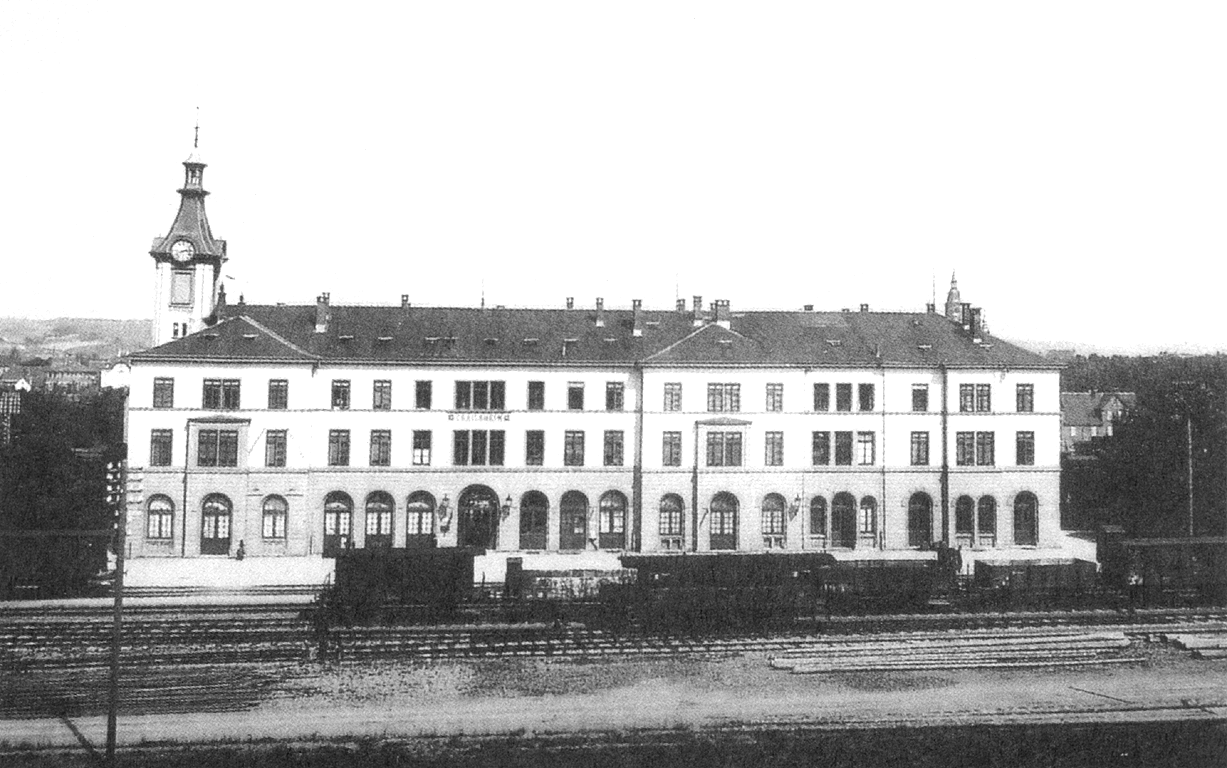
Залізничний вокзал, 1905 рік
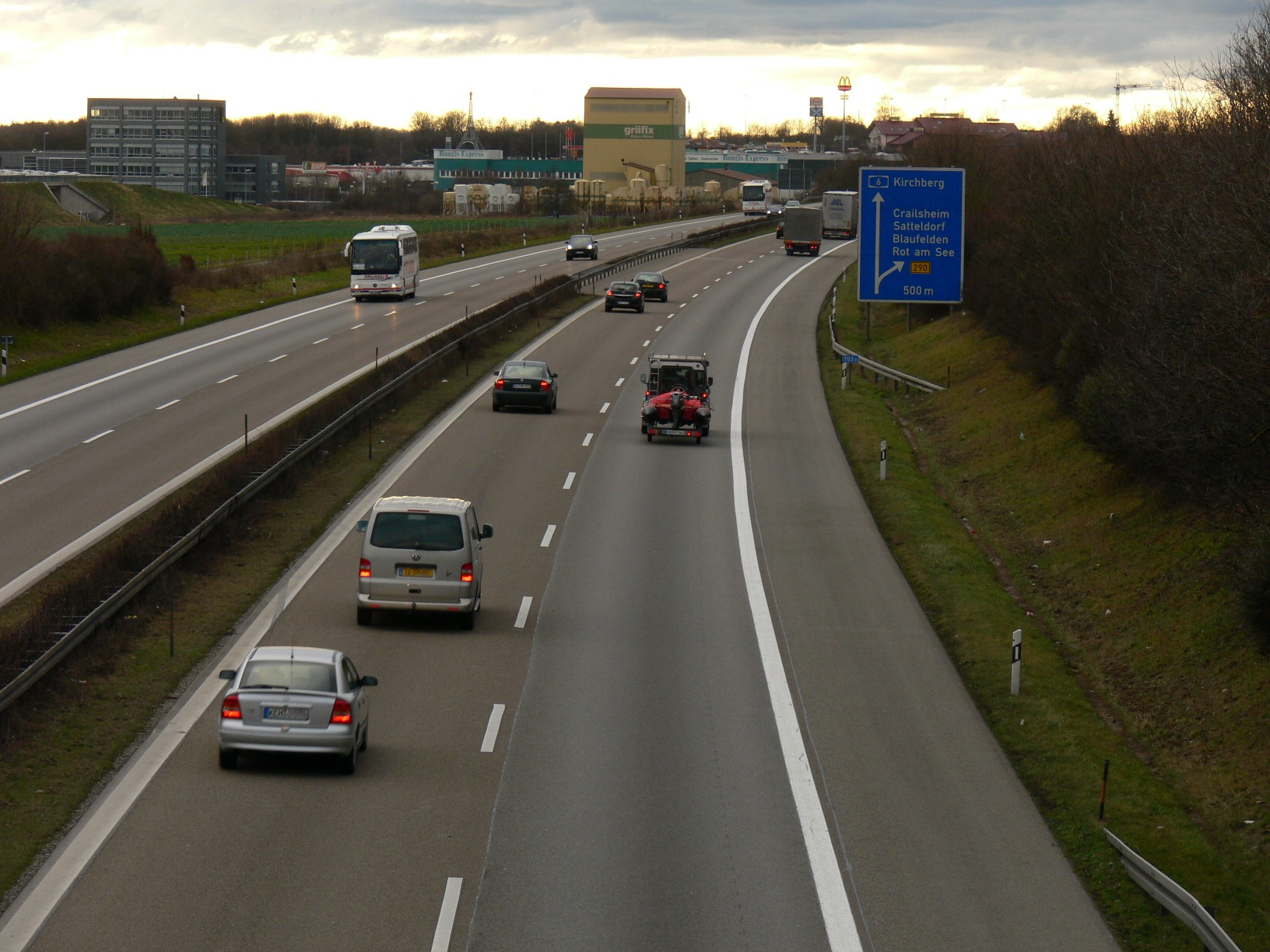
Автобан  неподалік Крайльсгайма